# Murrumbidgee River
Murrumbidgee River er en stor biflod til Murray River i Murray–Darling bassinet og den næstlængste flod i Australien. Den løber gennem New South Wales og Australian Capital Territory. Murrumbidgee River udspringer i 1.500 meters højde og fra foden af Peppercorn Hill i Fiery Range, som er en del af Snowy Mountains, løber den 1.485 kilometer vest-nordvest før den løber ud i Murray River ved Boundary Bend.
Navnet Murrumbidgee eller Marrmabidya betyder "stort vand" på Wiradjuri, der er et af de lokale aboriginske sprog. Floden løber gennem flere områder, der traditionelt har været beboet af forskellige aboriginske folk. I Australian Capital Territory er floden omgivet af en smal stribe land på begge sider, som administreres som Murrumbidgee River Corridor (MRC).

## Geografi
Murrumbidgee River er 1.485 kilometer lang og den næstlængste flod i Australien. Den indgår i Murray River flodsystemet, som er Australiens største. Murrumbidgee afvander en stor del af det sydlige New South Wales og hele Australian Capital Territory. Den er en vigtig kilde til kunstvanding i landbrugsområdet Riverina.
Flodens kilder kommer fra vådområderne ved foden af Peppercorn Hill langs Long Plain, som ligger i Fiery Range i Snowy Mountains. Murrumbidges øvre løb er spærret af dæmningen Tantangara Dam, der blev færdiggjort i 1960, som en del af det store Snowy Mountains-anlæg. Størstedelen af det opdæmmede vand ledes i en 16,6 kilometer lang underjordisk kanal til den kunstige sø Lake Eucumbene. Kun en lille del flyder videre i Murrumbidgee River. I Australian Capital Territory er vandmængden i floden næsten halveret, i forhold til før dæmningen blev bygget , og de store vandmængder om foråret, når sneen smelter i bjergene er helt væk.
Floden løber 66 kilometer gennem Australian Capital Territory nær Canberra. På denne strækning modtager den bifloderne Gudgenby, Queanbeyan, Molonglo og Cotter. Nord for Australian Capital Territory er Murrumbidgee opdæmmet af Burrinjuck Dam, som oprindeligt stod færdig i 1928, men siden er blevet udbygget. Den opdæmmede sø bruges til vandkraft, kunstvanding og regulering af oversvømmelser.
Herefter løber floden overvejende mod vest og modtager bifloden Tumut før den passerer den lille by Gundagai, 1.078 kilometer fra udløbet i Murray River. Herefter kommer den eneste større by, Wagga Wagga, så Narrandeera, Hay og Balranald. Mellem Hay og Balranald, 240 kilometer før udløbet i Murray River, modtager Murrumbidgee den vigtige biflod Lachlan River.
Opdæmning af Murrumbidgee River samt omfattende kunstvanding har haft en kraftig påvirkning på naturlivet i og omkring floden. Siden 2007 har Murray–Darling Basin Authority, som er et uafhænggigt ekspertbaseret organ, haft ansvaret for at balancere landbrugs- og miljøinteresser i flodsystemet.

## Historie
Murrumbidgee River var kendt af europæerne før de selv kom frem floden. I 1820 meddelte en opdagelsesrejsende, Charles Throsby, til guvernøren i New South Wales, at han forventede at finde "en betydelig saltvandsflod (undtagen i meget våde perioder), som de indfødte kaldte Mur-rum-big-gee". Senere skrev Throsby i margenen på sin ekspeditionsjournal, at den flod de var kommet frem til, af de indfødte blev kaldt Yeal-am-bid-gie . Floden han var nået til, var i virkeligheden Molonglo River og først i april 1821 nåede Throsby frem til Murrumbidgee River.
I 1823 nåede brigademajor John Ovens og kaptajn Mark Currie frem til det øvre Murrumbidgee, da de udforskede området syd for Lake George. I 1829 roede Charles Sturt med sin ekspeditionsgruppe ned af den nedre del af Murrumbidgee River i en stor, solid robåd fra Narrandera til Murray River og videre herfra til havet. Derefter roede de tilbage, mod strømmen, til deres udgangspunkt. Sturts beskrivelse af deres passage af sammenløbet mellem Murrumbidgee og Murray Rivers er dramatisk. Hans beskrivelse af den stærke strøm i Murrumbidgee midt om sommeren (14. januar 1830), hvor vandmængden normalt er på retur, er i stærk kontrast til, hvordan floden ser ud i dag, kraftigt præget af manglende vand på grund af kunstvanding.
Området omkring det nedre Murrumbidgee blev åbnet for bosættelse i 1830'erne og blev snart et vigtigt landbrugsområde.

### Sejlads på floden
Floden var en gang en vigtig transportvej for handelsvarer, og hjuldampere sejlede så langt som til Gundagai. Med jernbanens komme faldt flodens betydning som transportvej, og de sidste hjuldampere sejlede på Murrumbidgee i 1930'erne. For at give plads til flodtrafikken, var der broer, der kunne åbnes ved Hay, Balranald og Carathool.

### Oversvømmelser
Floden er steget til 10 meter over den normale vandstand ved den lille by Gundagai ti gange mellem 1852 og 2012. Siden 1925 har det været mindre oversvømmelser med undtagelse af oversvømmelserne i 1974, 2010 og 2012, hvor vandstanden nåede 10,9 meter over det normale ved Gundagai. I katastrofen i 1852 steg floden til 12,2 meter over det normale. Byggeriet af Burrinjuck Dam, som begyndte i 1907, har begrænset oversvømmelserne. De fem største registrerede oversvømmelser er alle fra før byggeriet af dæmningen startede.
Den værste oversvømmelse og Australiens dødeligste var i 1852, hvor Gundagai blev skyllet væk og mellem 80 og 100 mennesker, en tredjedel af byens indbyggere, blev dræbt. Byen blev genopbygget på højere grund.